# ミクロストリア (音楽ユニット)
ミクロストリア（Microstoria）は、ドイツ・デュッセルドルフ出身の実験的な電子音楽アンサンブルである。
ミクロストリアは、1994年にマーカス・ポップ（オヴァル）とヤン・ヴェルナー（マウス・オン・マーズ）によって結成された。彼らの最初のフル・アルバムは1995年に到着し、ヨーロッパではミル・プラトー・レーベルからリリースされ、アメリカではスリル・ジョッキー・レコーズから再発された。両レーベルではさらに3作品の取り組みが行われ、2002年まで2人は協力し続けた。ポップによると、オヴァルと比較して「ミクロストリアは全体的なアプローチの遊び心に重点を置いている」とされ、暖かい音を取り入れている。

## ディスコグラフィ

### スタジオ・アルバム
- Init Ding (1995年、Mille Plateaux/Thrill Jockey)
- snd (1996年、Mille Plateaux/Thrill Jockey)
- 『リプロヴァイザーズ・ジャパン』 - Reprovisers (1997年、Mille Plateaux/Thrill Jockey) ※日本盤のみ新規リミックス込みの特別タイトル
- 『モデル 3、ステップ 2』 - Model 3, Step 2 (2000年、Mille Plateaux/Thrill Jockey)
- Invisible Architecture 3 (2002年、Audiosphere)
- Improvisers (2002年、Sonig)

### コンピレーション・アルバム
- 『エス・エヌ・ディング』 - Sn_Ding (1997年、徳間ジャパンコミュニケーションズ)

## 参照
- Sean Cooper, Microstoria at Allmusic